# سير درة (بير سليمان)
سیر درة (بالفارسية: سیردره (گاوگدار) هي قرية تقع في إيران في قسم بیر سلیمان الريفي. يقدر عدد سكانها بـ 464 نسمة بحسب إحصاء 2016.